# Franz Wenzler
Franz Wenzler (* 26. April 1893 in Braunschweig; † 9. Januar 1942 in Rom) war ein deutscher Theaterschauspieler, Theaterregisseur und Filmregisseur.

## Arbeit am Theater
Wenzler ging nach dem Abschluss der Oberrealschule 19-jährig als Volontär zum Theater seiner Heimatstadt. Dort wirkte er zunächst als Schauspieler. Es folgten Zwischenstationen in Regensburg, Bad Elster, erneut Braunschweig und München, wo er an den Münchner Kammerspielen auftrat. 1915 wurde er kurzzeitig eingezogen. Im Anschluss daran wechselte er an das Deutsche Theater Berlin, wo er unter Max Reinhardts Intendanz bzw. Regie 1916/17 u. a. als Valentin in Goethes Faust, als Güldenstern in Shakespeares Hamlet und als Mercier in Georg Büchners Dantons Tod zu sehen gewesen war.
Wenzler begann frühzeitig auch als Regisseur zu arbeiten. Vom Thalia Theater Hamburg kommend, gab er Ende 1918 unter Friedrich Kayssler sein Regie-Debüt an Berlins Neuer Freier Volksbühne. Seit Beginn der 1920er Jahre leitete er u. a. die Berliner Tribüne und das Schauspielhaus Zürich (die sogenannte Pfauenbühne, 1921–1926), an das er 1925/26 Peter Lorre verpflichtete und mit dem er expressionistisch geprägte Stücke zur Aufführung brachte. Von 1926 bis 1931 wirkte Wenzler an den Wiener Kammerspielen, deren Eigentümer er seit 1931 gleichfalls war. Am 14. Februar 1928 inszenierte er dort "Die Schwester" von Hans Kaltneker mit Maria Orska, Friedl Haerlin, Edwin Jürgensen, Willy Hendrichs, Theodor Grieg und Peter Lorre.

## Arbeit beim Film
Noch 1931 kehrte Franz Wenzler nach Berlin zurück und begann Filme zu inszenieren. Bis Jahresende 1932 drehte er nahezu ausnahmslos schlichte Komödien, Schwänke und Lustspiele, mit Gipfelstürmer auch einen Bergsteigerfilm in der Tradition von Arnold Fanck. Zum 1. April 1933 trat er der NSDAP bei (Mitgliedsnummer 1.732.779). Zweifelhafte Berühmtheit erlangte Franz Wenzler 1933 mit seinem Werk Hans Westmar, das das Leben und Sterben des berüchtigten NS-Schlägers und SA-Sturmführers Horst Wessel zu verklären und diesen zum Märtyrer der NS-Bewegung zu stilisieren versuchte.
Trotz dieses heftigen Anbiederungsversuchs gegenüber den neuen Machthabern fand Wenzler mit seinem inszenatorisch schwachen Werk keine Zustimmung, zu sehr mangelte es dem Film an handwerklicher Qualität. Man untersagte ihm, den Film (wie ursprünglich geplant) „Horst Wessel“ zu nennen. Wenzler versuchte sich im Jahr darauf zu rehabilitieren und inszenierte, nach einer Vorlage von Benito Mussolini, den historisierenden Napoleon-Stoff Hundert Tage nach eigenem Drehbuch (zusammen mit Karl Gustav Vollmoeller als Koautor). Es sollte sein letzter Kinospielfilm werden.

## Konflikt mit dem NS-Regime und Verhaftung in Wien
1935 fiel Wenzler endgültig in Ungnade. Er bekam keine Regie-Angebote mehr, im September 1936 wurde er aus der Reichsfilmkammer ausgeschlossen wegen, wie es hieß, „erwiesener Unzuverlässigkeit“. Er soll, so der Vorwurf, mit dem zur Verfügung gestellten Geld bei dem NS-Filmprojekt Volk ohne Raum verantwortungslos umgegangen sein. Bereits im Vormonat wurde er in Wien verhaftet "unter dem Verdacht des Betruges und der fahrlässigen Krida.". Noch im selben August wieder auf freien Fuß, wurde das Verfahren gegen Wenzler im September 1936 eingestellt.
Daraufhin kehrte Wenzler zum Theater (Wiens Kammerspiele) zurück und blieb bis April 1938 in der österreichischen Hauptstadt ansässig. Franz Wenzlers Antrag, 1941 wieder in die Reichsfilmkammer aufgenommen zu werden, um erneut als Filmregisseur arbeiten zu können, wurde abgelehnt. Wenig später, zum Jahresbeginn 1942, verstarb Wenzler, der inzwischen in Rom ein Exil gefunden hatte, unter ungeklärten Umständen.

## Filme (als Regisseur)
- 1931: Das Ekel (Ko-Regie)
- 1931: Die Nacht ohne Pause (Ko-Regie)
- 1931: Ehe m.b.H.
- 1932: Skandal in der Parkstraße (auch Mitproduzent)
- 1932: Liebe, Scherz und Ernst
- 1932: Wenn die Liebe Mode macht
- 1932: Gipfelstürmer
- 1933: Alle machen mit (Kurzdokumentar- und NS-Werbefilm)
- 1933: Hans Westmar
- 1934: Der stählerne Strahl
- 1934: Hundert Tage (auch Drehbuchmitarbeit)
- 1935: Volk ohne Raum (NS-Dokumentarfilm)